# 徐陟
徐陟（1513年—1570年），字子明，初號望湖、改號达斋，晚年自號覺菴，南直隶松江府華亭縣（今上海市松江縣）人，明朝政治人物。徐階之弟。

## 生平
嘉靖二十二年（1543年）癸卯科順天府乡试第二十五名举人，嘉靖二十六年（1547年）丁未科二甲二十七名进士，工部觀政，授兵部武庫司主事，升車駕司郎中、職方司郎中。嘉靖三十二年，任尚寶司司丞。嘉靖三十四年，任尚寶司少卿、光祿寺少卿。嘉靖三十六年，任太僕寺少卿，嘉靖三十八年，任太常寺少卿、提督四夷馆。嘉靖三十九年，任南京太僕寺卿。嘉靖四十年，任光祿寺卿。嘉靖四十一年，任南京大理寺卿。嘉靖四十四年，任南京工部右侍郎。嘉靖四十五年，任南京刑部右侍郎。

## 家族
曾祖徐贤。祖父徐禮，贈通議大夫吏部右侍郎。父徐黼，號復斋，县丞，累赠通議大夫吏部右侍郎。前母林氏、钱氏，母顾氏，封太恭人，贈淑人。永感下。兄徐隆（義官）、徐盛（生员）、徐亨（省祭官）、徐随、徐附、徐階（吏部左侍郎）、徐陛、徐陳、徐防。弟徐隣。
有子徐球（中书舍人）、徐琳（南京前府都事）、徐琰（通政司经历）、徐玶（太学生）。侄徐璠，曾孙徐孚远。兄徐階，內閣首輔。

## 引用
1. ↑  漢籍電子文獻資料庫-明經世文編 ,皇明經世文編姓氏爵里總目
2. ↑  明實錄：世宗實錄 ,395卷
3. ↑  明實錄：世宗實錄 ,428卷
4. ↑  明實錄：世宗實錄 ,446卷
5. ↑  明實錄：世宗實錄 ,470卷
6. ↑  明實錄：世宗實錄 ,482卷
7. ↑  明實錄：世宗實錄 ,495卷
8. ↑  明實錄：世宗實錄 ,510卷
9. ↑  明實錄：世宗實錄 ,556卷
10. ↑  明實錄：世宗實錄 ,562卷
11. ↑  《明史》（卷213）：阶弟陟，嘉靖二十六年进士。累官南京刑部侍郎。子璠，以廕官太常卿；琨、瑛，尚宝卿。孙元春，进士，亦官太常卿。元春孙本高，官锦衣千户，天启中拒魏忠贤建祠夺职。崇祯改元，以荐起，累官左都督。诸生念祖，国变城破，与妻张，二妾陆、李，皆自缢。